# Paul Haarhuis
Paul Haarhuis (Eindhoven, 19 febbraio 1966) è un allenatore di tennis ed ex tennista olandese.

## Biografia
Paul Haarhuis è nato il 19 febbraio 1966 ad Eindhoven, nei Paesi Bassi. Giocò a tennis per la Florida State University.

### Carriera tennistica
Nel giugno 1995, Paul raggiunse la sua posizione più alta nel ranking singolare (nº 18). Haarhuis è maggiormente conosciuto per i suoi successi in doppio con il suo connazionale Jacco Eltingh, con cui vinse 5 tornei dello Slam. Nella sua carriera ha vinto 1 titolo nel singolo e 54 nel doppio.
Insieme a Sergi Bruguera, Richard Krajicek, Leander Paes, e Michael Stich, è uno dei pochi giocatori della sua generazione a detenere un bilancio positivo nelle partite contro lo statunitense Pete Sampras, con uno score pari a 3-1.
Dopo il suo ritiro, vinse, alla fine dell'anno, il Blackrock Masters Tennis nella Royal Albert Hall nel 2005 e nel 2006, battendo leggende del tennis come Goran Ivanišević e John McEnroe.

## Statistiche

### Singolare

#### Vittorie (1)
| Legenda                   |
| Grande Slam (0)           |
| ATP World Tour Finals (0) |
| ATP Masters 1000 (0)      |
| ATP World Tour 500 (0)    |
| ATP World Tour 250 (1)    |

| N  | Data            | Torneo                | Superficie | Avversario in finale | Punteggio |
| 1. | 16 gennaio 1995 | ATP Jakarta, Giacarta | Cemento    | Radomír Vašek        | 7–5, 7–5  |

#### Finali perse (7)
| Legenda                   |
| Grande Slam (0)           |
| ATP World Tour Finals (0) |
| ATP Masters 1000 (1)      |
| ATP World Tour 500 (2)    |
| ATP World Tour 250 (4)    |

| N  | Data             | Torneo                                 | Superficie  | Avversario in finale | Punteggio     |
| 1. | 6 aprile 1992    | ATP Singapore, Singapore               | Cemento     | Simon Youl           | 4-6, 1-6      |
| 2. | 10 gennaio 1994  | Qatar Open ATP, Doha                   | Cemento     | Stefan Edberg        | 3-6, 2-6      |
| 3. | 21 febbraio 1994 | U.S. Pro Indoor, Filadelfia            | Sintetico   | Michael Chang        | 3-6, 2-6      |
| 4. | 20 febbraio 1995 | Kroger St. Jude International, Memphis | Cemento (i) | Todd Martin          | 6(4)–7, 4-6   |
| 5. | 6 marzo 1995     | ATP Rotterdam, Rotterdam               | Sintetico   | Richard Krajicek     | 6(5)–7, 4-6   |
| 6. | 18 marzo 1996    | Indian Wells Masters, Indian Wells     | Cemento     | Michael Chang        | 5-7, 1-6, 1-6 |
| 7. | 31 agosto 1998   | U.S. Pro Tennis Championships, Boston  | Cemento     | Michael Chang        | 3-6, 4-6      |

### Doppio

#### Vittorie (54)
| Legenda                                                     |
| Grande Slam (6)                                             |
| ATP Tour World Championships (2)                            |
| Super 9 / ATP Masters Series (10)                           |
| ATP Championship Series / ATP International Series Gold (7) |
| ATP World Series / ATP International Series(29)             |

| Titoli per superficie |
| Cemento (19)          |
| Terra rossa (15)      |
| Erba (5)              |
| Sintetico (15)        |

| N°  | Data              | Torneo                                          | Superficie    | Compagno            | Avversari in finale                    | Punteggio                |
| 1.  | 12 novembre 1990  | Kremlin Cup, Mosca (1)                          | Sintetico     | Hendrik Jan Davids  | John Fitzgerald Anders Järryd          | 6–4, 7–6                 |
| 2.  | 8 aprile 1991     | Estoril Open, Estoril                           | Terra rossa   | Mark Koevermans     | Tom Nijssen Cyril Suk                  | 6–3, 6–3                 |
| 3.  | 17 giugno 1991    | Ordina Open, Rosmalen (1)                       | Erba          | Hendrik Jan Davids  | Richard Krajicek Jan Siemerink         | 6–3, 7–6                 |
| 4.  | 28 ottobre 1991   | Guarujá Open, Guarujá                           | Cemento       | Jacco Eltingh       | Bret Garnett Todd Nelson               | 6–3, 7–5                 |
| 5.  | 27 luglio 1992    | Dutch Open, Hilversum (1)                       | Terra rossa   | Mark Koevermans     | Marten Renström Mikael Tillström       | 6–7, 6–1, 6–4            |
| 6.  | 31 agosto 1992    | Schenectady Open, Schenectady                   | Cemento       | Jacco Eltingh       | Sergio Casal Emilio Sánchez            | 6–3, 6–4                 |
| 7.  | 11 gennaio 1993   | Kuala Lumpur Open, Kuala Lumpur (1)             | Cemento       | Jacco Eltingh       | Henrik Holm Bent-Ove Pedersen          | 7–5, 6–3                 |
| 8.  | 10 maggio 1993    | Hamburg Masters, Amburgo                        | Terra rossa   | Mark Koevermans     | Grant Connell Patrick Galbraith        | 6–4, 6–7, 7–6            |
| 9.  | 17 maggio 1993    | Internazionali d'Italia, Roma                   | Terra rossa   | Jacco Eltingh       | Wayne Ferreira Mark Kratzmann          | 6–4, 7–6                 |
| 10. | 2 agosto 1993     | Dutch Open, Hilversum (2)                       | Terra rossa   | Jacco Eltingh       | Hendrik Jan Davids Libor Pimek         | 4–6, 6–2, 7–5            |
| 11. | 4 ottobre 1993    | Kuala Lumpur Open, Kuala Lumpur (2)             | Cemento (i)   | Jacco Eltingh       | Jonas Björkman Lars-Anders Wahlgren    | 7–5, 4–6, 7–6            |
| 12. | 15 novembre 1993  | Kremlin Cup, Mosca (2)                          | Sintetico     | Jacco Eltingh       | Jonas Björkman Jan Apell               | 6–1, retired             |
| 13. | 28 novembre 1993  | ATP Tour World Championships, Johannesburg (1)  | Cemento (i)   | Jacco Eltingh       | Todd Woodbridge Mark Woodforde         | 7–6(4), 7–6(5), 6–4      |
| 14. | 31 gennaio 1994   | Australian Open, Melbourne                      | Cemento       | Jacco Eltingh       | Byron Black Jonathan Stark             | 6–7, 6–3, 6–4, 6–3       |
| 15. | 21 febbraio 1994  | U.S. Pro Indoor, Filadelfia (1)                 | Sintetico     | Jacco Eltingh       | Jim Grabb Jared Palmer                 | 6–3, 6–4                 |
| 16. | 21 marzo 1994     | Miami Masters, Key Biscayne                     | Cemento       | Jacco Eltingh       | Mark Knowles Jared Palmer              | 7–6, 7–6                 |
| 17. | 12 settembre 1994 | US Open, New York                               | Cemento       | Jacco Eltingh       | Todd Woodbridge Mark Woodforde         | 6–3, 7–6                 |
| 18. | 3 ottobre 1994    | Kuala Lumpur Open, Kuala Lumpur (3)             | Sintetico     | Jacco Eltingh       | Nicklas Kulti Lars-Anders Wahlgren     | 6–0, 7–5                 |
| 19. | 10 ottobre 1994   | Australian Indoor Championships, Sydney         | Cemento (i)   | Jacco Eltingh       | Byron Black Jonathan Stark             | 6–4, 7–6                 |
| 20. | 7 novembre 1994   | Paris Masters, Parigi (1)                       | Sintetico     | Jacco Eltingh       | Byron Black Jonathan Stark             | 3–6, 7–6, 7–5            |
| 21. | 14 novembre 1994  | Kremlin Cup, Mosca (3)                          | Sintetico     | Jacco Eltingh       | David Adams Andrej Ol'chovskij         | walkover                 |
| 22. | 1º maggio 1995    | Monte Carlo Masters, Monte Carlo (1)            | Terra rossa   | Jacco Eltingh       | Luis Lobo Javier Sánchez               | 6–3, 6–4                 |
| 23. | 12 giugno 1995    | Roland Garros, Parigi (1)                       | Terra battuta | Jacco Eltingh       | Nicklas Kulti Magnus Larsson           | 6–7, 6–4, 6–1            |
| 24. | 26 giugno 1995    | Halle Open, Halle (Westfalen)                   | Erba          | Jacco Eltingh       | Evgenij Kafel'nikov Andrej Ol'chovskij | 6–2, 3–6, 6–3            |
| 25. | 16 ottobre 1995   | Tokyo Indoor, Tokyo                             | Sintetico     | Jacco Eltingh       | Jakob Hlasek Patrick McEnroe           | 7–6, 6–4                 |
| 26. | 30 ottobre 1995   | Eurocard Open, Essen                            | Sintetico     | Jacco Eltingh       | Cyril Suk Daniel Vacek                 | 7–5, 6–4                 |
| 27. | 13 novembre 1995  | Stockholm Open, Stoccolma                       | Cemento (i)   | Jacco Eltingh       | Grant Connell Patrick Galbraith        | 3–6, 6–2, 7–6            |
| 28. | 26 agosto 1996    | Canada Masters, Toronto                         | Cemento       | Patrick Galbraith   | Mark Knowles Daniel Nestor             | 7–6, 6–3                 |
| 29. | 21 ottobre 1996   | Grand Prix de Tennis de Toulouse, Tolosa (1)    | Cemento (i)   | Jacco Eltingh       | Olivier Delaître Guillaume Raoux       | 6–3, 7–5                 |
| 30. | 4 novembre 1996   | Paris Masters, Parigi (2)                       | Sintetico     | Jacco Eltingh       | Evgenij Kafel'nikov Daniel Vacek       | 6–4, 4–6, 7–6            |
| 31. | 6 gennaio 1997    | Qatar Open ATP, Doha                            | Cemento       | Jacco Eltingh       | Patrik Fredriksson Magnus Norman       | 6–3, 6–2                 |
| 32. | 10 marzo 1997     | ABN AMRO World Tennis Tournament, Rotterdam (1) | Sintetic      | Jacco Eltingh       | Libor Pimek Byron Talbot               | 7–6, 6–4                 |
| 33. | 23 giugno 1997    | Ordina Open, Rosmalen (2)                       | Erba          | Jacco Eltingh       | Trevor Kronemann David Macpherson      | 6–4, 7–5                 |
| 34. | 25 agosto 1997    | U.S. Pro Tennis Championships, Boston (1)       | Cemento (i)   | Jacco Eltingh       | Dave Randall Jack Waite                | 6–4, 6–2                 |
| 35. | 6 ottobre 1997    | Grand Prix de Tennis de Toulouse, Tolosa (2)    | Cemento (i)   | Jacco Eltingh       | Jean-Philippe Fleurian Maks Mirny      | 6–3, 7–6                 |
| 36. | 3 novembre 1997   | Paris Masters, Parigi (3)                       | Sintetico     | Jacco Eltingh       | Rick Leach Jonathan Stark              | 6–2, 7–6                 |
| 37. | 2 marzo 1998      | U.S. Pro Indoor, Filadelfia (2)                 | Cemento (i)   | Jacco Eltingh       | Richey Reneberg David Macpherson       | 7–6, 6–7, 6–2            |
| 38. | 9 marzo 1998      | ABN AMRO World Tennis Tournament, Rotterdam (2) | Sintetico     | Jacco Eltingh       | Neil Broad Piet Norval                 | 7–6, 6–3                 |
| 39. | 20 aprile 1998    | Open Seat Barcellona, Spagna (1)                | Terra rossa   | Jacco Eltingh       | Ellis Ferreira Rick Leach              | 7–5, 6–0                 |
| 40. | 27 aprile 1998    | Monte Carlo Masters, Monte Carlo (2)            | Terra rossa   | Jacco Eltingh       | Todd Woodbridge Mark Woodforde         | 6–4, 6–2                 |
| 41. | 8 giugno 1998     | Roland Garros, Parigi (2)                       | Terra battuta | Jacco Eltingh       | Mark Knowles Daniel Nestor             | 6–3, 3–6, 6–3            |
| 42. | 6 luglio 1998     | Wimbledon, Londra                               | Erba          | Jacco Eltingh       | Todd Woodbridge Mark Woodforde         | 2–6, 6–4, 7–6, 5–7, 10–8 |
| 43. | 9 agosto 1998     | Dutch Open, Amsterdam (3)                       | Terra rossa   | Jacco Eltingh       | Dominik Hrbatý Karol Kučera            | 6–3, 6–2                 |
| 44. | 31 agosto 1998    | U.S. Pro Tennis Championships, Boston (2)       | Cemento       | Jacco Eltingh       | Chris Haggard Jack Waite               | 6–3, 6–2                 |
| 45. | 22 novembre 1998  | ATP Tour World Championships, Hartford (2)      | Sintetico     | Jacco Eltingh       | Mark Knowles Daniel Nestor             | 6–4, 6–2, 7–5            |
| 46. | 19 aprile 1999    | Open Seat, Barcellona (2)                       | Terra rossa   | Evgenij Kafel'nikov | Massimo Bertolini Cristian Brandi      | 7–5, 6–3                 |
| 47. | 9 agosto 1999     | Dutch Open, Amsterdam (4)                       | Terra rossa   | Sjeng Schalken      | Devin Bowen Eyal Ran                   | 6–3, 6–2                 |
| 48. | 23 agosto 1999    | RCA Championships, Indianapolis                 | Cemento       | Jared Palmer        | Olivier Delaître Leander Paes          | 6–3, 6–4                 |
| 49. | 23 ottobre 2000   | Shanghai Open, Shanghai                         | Cemento       | Sjeng Schalken      | Petr Pála Pavel Vízner                 | 6–2, 3–6, 6–4            |
| 50. | 13 novembre 2000  | Grand Prix de Tennis de Lyon, Lione             | Sintetico     | Sandon Stolle       | Ivan Ljubičić Jack Waite               | 6–1, 6–7, 7–6            |
| 51. | 5 febbraio 2001   | Milano Indoor, Milano                           | Sintetico     | Sjeng Schalken      | Johan Landsberg Tom Vanhoudt           | 7–6(5), 7–6(4)           |
| 52. | 25 giugno 2001    | Ordina Open, s’Hertogenbosch, (3)               | Erba          | Sjeng Schalken      | Martin Damm Cyril Suk                  | 6–4, 6–4                 |
| 53. | 23 luglio 2001    | Dutch Open, Amsterdam (5)                       | Terra rossa   | Sjeng Schalken      | Àlex Corretja Luis Lobo                | 6–4, 6–2                 |
| 54. | 10 giugno 2002    | Roland Garros, Parigi (3)                       | Terra battuta | Evgenij Kafel'nikov | Mark Knowles Daniel Nestor             | 7–5, 6–4                 |

#### Finali perse (40)
| Legenda                                                     |
| Grande Slam (6)                                             |
| ATP Tour World Championships (1)                            |
| Grand Prix / ATP Masters Series (11)                        |
| ATP Championship Series / ATP International Series Gold (5) |
| ATP World Series / ATP International Series (17)            |

| Sconfitte per superficie |
| Cemento (13)             |
| Terra rossa (13)         |
| Erba (6)                 |
| Sintetico (8)            |

| N°  | Data             | Torneo                                          | Superficie    | Compagno            | Avversari in finale                | Punteggio          |
| 1.  | 15 gennaio 1990  | Heineken Open, Auckland                         | Cemento       | Gilad Bloom         | Kelly Jones Robert Van't Hof       | 6-7, 0-6           |
| 2.  | 12 marzo 1990    | Grand Prix Hassan II, Casablanca                | Terra rossa   | Mark Koevermans     | Todd Woodbridge Simon Youl         | 3-6, 1-6           |
| 3.  | 30 luglio 1990   | Dutch Open, Hilversum                           | Terra rossa   | Mark Koevermans     | Sergio Casal Emilio Sánchez        | 5-7, 5-7           |
| 4.  | 7 gennaio 1991   | ATP Adelaide, Adelaide                          | Cemento       | Mark Koevermans     | Wayne Ferreira Stefan Kruger       | 4-6, 6-4, 4-6      |
| 5.  | 29 aprile 1991   | Monte Carlo Masters, Monte Carlo                | Terra rossa   | Mark Koevermans     | Luke Jensen Laurie Warder          | 7-5, 6-7, 4-6      |
| 6.  | 2 marzo 1992     | ABN AMRO World Tennis Tournament, Rotterdam     | Sintetico     | Mark Koevermans     | Marc-Kevin Goellner David Prinosil | 2-6, 7-6, 6-7      |
| 7.  | 22 giugno 1992   | Hypo Group Tennis International, Genova, Italia | Terra rossa   | Mark Koevermans     | Shelby Cannon Greg Van Emburgh     | 1-6, 1-6           |
| 8.  | 18 gennaio 1993  | ATP Jakarta, Giacarta                           | Cemento       | Jacco Eltingh       | Diego Nargiso Guillaume Raoux      | 6-7, 7-6, 3-6      |
| 9.  | 15 febbraio 1993 | Kroger St. Jude International, Memphis          | Cemento (i)   | Jacco Eltingh       | Todd Woodbridge Mark Woodforde     | 5-7, 2-6           |
| 10. | 26 aprile 1993   | Monte Carlo Masters, Monte Carlo                | Terra rossa   | Mark Koevermans     | Stefan Edberg Petr Korda           | 6-3, 2-6, 6-7      |
| 11. | 25 ottobre 1993  | China Open, Pechino                             | Sintetico     | Jacco Eltingh       | Paul Annacone Doug Flach           | 6-7, 3-6           |
| 12. | 28 febbraio 1994 | ABN AMRO World Tennis Tournament, Rotterdam     | Sintetico     | Jacco Eltingh       | Jeremy Bates Jonas Björkman        | 4-6, 1-6           |
| 13. | 25 luglio 1994   | Mercedes Cup, Stoccarda                         | Terra rossa   | Jacco Eltingh       | Scott Melville Piet Norval         | 6-7, 5-7           |
| 14. | 22 agosto 1994   | ATP Volvo International, New Haven              | Cemento       | Jacco Eltingh       | Grant Connell Patrick Galbraith    | 4-6, 6-7           |
| 15. | 29 agosto 1994   | Schenectady Open, Schenectady                   | Cemento       | Jacco Eltingh       | Jan Apell Jonas Björkman           | 4-6, 6-7           |
| 16. | 27 febbraio 1995 | U.S. Pro Indoor, Filadelfia                     | Sintetico     | Jacco Eltingh       | Jim Grabb Jonathan Stark           | 6-7, 7-6, 3-6      |
| 17. | 25 novembre 1995 | ATP Tour World Championships, Eindhoven         | Sintetico     | Jacco Eltingh       | Grant Connell Patrick Galbraith    | 6-7, 6-7, 6-3, 6-7 |
| 18. | 8 gennaio 1996   | Qatar Open ATP, Doha                            | Cemento       | Jacco Eltingh       | Mark Knowles Daniel Nestor         | 6-7, 3-6           |
| 19. | 9 settembre 1996 | US Open, New York                               | Cemento       | Jacco Eltingh       | Todd Woodbridge Mark Woodforde     | 6-4, 6-7, 6-7      |
| 20. | 28 ottobre 1996  | Eurocard Open, Stoccarda                        | Cemento       | Jacco Eltingh       | Sébastien Lareau Alex O'Brien      | 6-3, 4-6, 3-6      |
| 21. | 8 gennaio 1997   | New South Wales Open, Sydney                    | Cemento       | Jan Siemerink       | Luis Lobo Javier Sánchez           | 4-6, 7-6, 3-6      |
| 22. | 28 aprile 1997   | Monte Carlo Masters, Monte Carlo                | Terra rossa   | Jacco Eltingh       | Donald Johnson Francisco Montana   | 7–6, 2–6, 7–6      |
| 23. | 7 luglio 1997    | Wimbledon, Londra                               | Erba          | Jacco Eltingh       | Todd Woodbridge Mark Woodforde     | 6-7, 6-7, 7-5, 3-6 |
| 24. | 5 ottobre 1998   | Grand Prix de Tennis de Toulouse, Tolosa        | Cemento (i)   | Jan Siemerink       | Olivier Delaître Fabrice Santoro   | 2-6, 4-6           |
| 25. | 9 novembre 1998  | Paris Masters, Parigi                           | Sintetico     | Jacco Eltingh       | Mahesh Bhupathi Leander Paes       | 4-6, 2-6           |
| 26. | 18 gennaio 1999  | New South Wales Open, Sydney                    | Cemento       | Patrick Galbraith   | Sébastien Lareau Daniel Nestor     | 3-6, 4-6           |
| 27. | 10 maggio 1999   | Hamburg Masters, Amburgo                        | Terra rossa   | Jared Palmer        | Wayne Arthurs Andrew Kratzmann     | 6-2, 6-7, 2-6      |
| 28. | 14 giugno 1999   | Halle Open, Halle (Westfalen)                   | Erba          | Jared Palmer        | Jonas Björkman Patrick Rafter      | 6–3, 7–5           |
| 29. | 5 luglio 1999    | Wimbledon, Londra                               | Erba          | Jared Palmer        | Mahesh Bhupathi Leander Paes       | 7-6, 3-6, 4-6, 6-7 |
| 30. | 8 novembre 1999  | Paris Masters, Parigi                           | Sintetico     | Jared Palmer        | Sébastien Lareau Alex O'Brien      | 6-7, 5-7           |
| 31. | 20 marzo 2000    | Indian Wells Masters, Indian Wells              | Cemento       | Sandon Stolle       | Alex O'Brien Jared Palmer          | 4-6, 6-7           |
| 32. | 24 aprile 2000   | Monte Carlo Masters, Monte Carlo                | Terra rossa   | Sandon Stolle       | Wayne Ferreira Evgenij Kafel'nikov | 3-6, 6-2, 1-6      |
| 33. | 1º maggio 2000   | Open Seat, Barcellona                           | Terra rossa   | Sandon Stolle       | Nicklas Kulti Mikael Tillström     | 2-6, 7-6, 6-7      |
| 34. | 12 giugno 2000   | Roland Garros, Parigi                           | Terra battuta | Sandon Stolle       | Todd Woodbridge Mark Woodforde     | 6-7, 4-6           |
| 35. | 26 giugno 2000   | Ordina Open, 's-Hertogenbosch                   | Erba          | Sandon Stolle       | Martin Damm Cyril Suk              | 4-6, 7-6, 6-7      |
| 36. | 10 luglio 2000   | Wimbledon, Londra                               | Erba          | Sandon Stolle       | Todd Woodbridge Mark Woodforde     | 3-6, 4-6, 1-6      |
| 37. | 20 novembre 2000 | Paris Masters, Parigi                           | Sintetico     | Daniel Nestor       | Nicklas Kulti Maks Mirny           | 4-6, 5-7           |
| 38. | 22 aprile 2002   | Monte Carlo Masters, Monte Carlo                | Terra rossa   | Evgenij Kafel'nikov | Jonas Björkman Todd Woodbridge     | 3-6, 6-3, [7-10]   |
| 39. | 24 giugno 2002   | Ordina Open, 's-Hertogenbosch                   | Erba          | Brian MacPhie       | Martin Damm Cyril Suk              | 6-7, 7-6, 4-6      |
| 40. | 9 giugno 2003    | Roland Garros, Parigi                           | Terra battuta | Evgenij Kafel'nikov | Bob Bryan Mike Bryan               | 6-7, 3-6           |

### Doppio misto

#### Finali perse (1)
| Anno | Torneo                | Superficie    | Compagna     | Avversari in finale     | Punteggio     |
| 1991 | Roland Garros, Parigi | Terra battuta | Caroline Vis | Helena Suková Cyril Suk | 6-3, 4-6, 1-6 |

## Risultati in progressione

### Doppio
| Sigla | Risultato                        |
| ----- | -------------------------------- |
| V     | Vincitore                        |
| F     | Finalista                        |
| SF    | Semifinalista                    |
| QF    | Quarti di Finale                 |
| 4T    | Quarto turno                     |
| 3T    | Terzo turno                      |
| 2T    | Secondo turno                    |
| 1T    | Primo turno                      |
| RR    | Round Robin (World Finals)       |
| LQ    | Turno di Qualifica (Grande Slam) |
| A     | Assente                          |

| Legenda superfici    |
| Cemento              |
| Terra rossa          |
| Erba                 |
| Superficie variabile |

| Torneo                                     | Torneo                       | 1988  | 1989  | 1990  | 1991  | 1992  | 1993  | 1994  | 1995  | 1996  | 1997  | 1998  | 1999  | 2000  | 2001  | 2002  | 2003  | Titoli  | V-S    |
| Grande Slam                                |                              |       |       |       |       |       |       |       |       |       |       |       |       |       |       |       |       |         |        |
| Australian Open, Melbourne                 | Australian Open, Melbourne   | A     | A     | 2T    | 3T    | 1T    | 3T    | V     | SF    | 3T    | SF    | A     | QF    | A     | A     | A     | A     | 1 / 9   | 24–8   |
| Roland Garros, Parigi                      | Roland Garros, Parigi        | A     | 1T    | SF    | QF    | 1T    | 3T    | QF    | V     | 2T    | SF    | V     | 2T    | F     | A     | V     | F     | 3 / 14  | 46–11  |
| Wimbledon, Londra                          | Wimbledon, Londra            | A     | A     | 1T    | 3T    | QF    | A     | QF    | QF    | 1T    | F     | V     | F     | F     | A     | 3T    | 3T    | 1 / 12  | 36–10  |
| US Open, New York                          | US Open, New York            | A     | 1T    | 1T    | 2T    | QF    | 2T    | V     | 3T    | F     | 2T    | A     | 1T    | QF    | SF    | 3T    | A     | 1 / 13  | 28–12  |
| Titoli                                     | Titoli                       | 0 / 0 | 0 / 2 | 0 / 4 | 0 / 4 | 0 / 4 | 0 / 3 | 2 / 4 | 1 / 4 | 0 / 4 | 0 / 4 | 2 / 2 | 0 / 4 | 0 / 3 | 0 / 1 | 1 / 3 | 0 / 2 | 6 / 48  | N/A    |
| Vittorie-Sconfitte                         | Vittorie-Sconfitte           | 0–0   | 0–2   | 5–4   | 8–4   | 6–4   | 5–3   | 18–2  | 15–3  | 8–4   | 14–4  | 12–0  | 9–4   | 13–3  | 4–1   | 10–2  | 7–1   | N/A     | 134–41 |
| Tennis Masters Cup / ATP World Tour Finals |                              |       |       |       |       |       |       |       |       |       |       |       |       |       |       |       |       |         |        |
| ATP Tour World Championships               | ATP Tour World Championships | A     | A     | A     | A     | A     | V     | SF    | F     | RR    | SF    | V     | RR    | RR    | A     | NH    | A     | 2 / 8   | 22–10  |
| Masters Series                             |                              |       |       |       |       |       |       |       |       |       |       |       |       |       |       |       |       |         |        |
| Miami                                      | Miami                        | NME   | NME   | A     | A     | A     | A     | A     | A     | QF    | 1T    | A     | QF    | F     | 2T    | A     | A     | 0 / 5   | 8–5    |
| Key Biscayne                               | Key Biscayne                 | NME   | NME   | A     | 3T    | 1T    | QF    | V     | QF    | A     | 3T    | A     | 2T    | QF    | 2T    | A     | A     | 1 / 9   | 15–8   |
| Monte Carlo                                | Monte Carlo                  | NME   | NME   | SF    | F     | 2T    | F     | 2T    | V     | QF    | F     | V     | 1T    | F     | 2T    | F     | QF    | 2 / 14  | 35–11  |
| Roma                                       | Roma                         | NME   | NME   | 2T    | 1T    | 2T    | V     | 2T    | 1T    | 2T    | 2T    | A     | A     | QF    | A     | A     | A     | 1 / 9   | 12–8   |
| Amburgo                                    | Amburgo                      | NME   | NME   | 1T    | A     | 1T    | V     | SF    | SF    | 2T    | QF    | A     | F     | A     | A     | A     | A     | 1 / 8   | 14–7   |
| Montreal / Toronto                         | Montreal / Toronto           | NME   | NME   | A     | A     | A     | A     | A     | A     | V     | A     | A     | A     | A     | A     | A     | A     | 1 / 1   | 4–0    |
| Cincinnati                                 | Cincinnati                   | NME   | NME   | A     | A     | A     | A     | A     | A     | A     | A     | 2T    | A     | A     | A     | A     | A     | 0 / 1   | 0–1    |
| Madrid Stoccarda                           | Madrid Stoccarda             | NME   | NME   | A     | A     | 2T    | A     | A     | V     | F     | SF    | QF    | 2T    | 2T    | 2T    | A     | A     | 1 / 8   | 12–7   |
| Parigi                                     | Parigi                       | NME   | NME   | A     | A     | 1T    | SF    | V     | QF    | V     | V     | F     | F     | F     | 2T    | A     | A     | 3 / 10  | 24–7   |
| Titoli                                     | Titoli                       | N/A   | N/A   | 0 / 3 | 0 / 3 | 0 / 6 | 2 / 5 | 2 / 5 | 2 / 6 | 2 / 7 | 1 / 7 | 1 / 4 | 0 / 6 | 0 / 6 | 0 / 5 | 0 / 1 | 0 / 1 | 10 / 65 | N/A    |
| Vittorie-Sconfitte                         | Vittorie-Sconfitte           | N/A   | N/A   | 4–3   | 5–3   | 3–6   | 17–3  | 13–3  | 13–4  | 16–5  | 12–6  | 8–3   | 9–6   | 15–6  | 4–4   | 4–1   | 1–1   | N/A     | 124–54 |
| Ranking                                    | Ranking                      | 477   | 87    | 34    | 17    | 34    | 4     | 1     | 3     | 6     | 3     | 2     | 5     | 4     | 39    | 22    | 46    | N/A     | N/A    |